# 短柄赤瓟
短柄赤瓟（学名：Thladiantha sessilifolia）为葫芦科赤瓟属的植物，为中国的特有植物。分布于中国大陆的四川等地，生长于海拔1,800米至2,300米的地区，常生长在山坡灌丛和沟边湿地，目前尚未由人工引种栽培。